# Mesa Verde National Park
Mesa Verde National Park is een nationaal park in Zuidwest-Colorado in de Verenigde Staten van Amerika. Mesa Verde beslaat een oppervlakte van 211 km². De ingang van het park ligt zo'n 15 kilometer ten oosten van de stad Cortez. Het bezoekerscentrum ligt op 24 kilometer van de ingang en bevindt zich op 10 kilometer afstand van Chapin Mesa, het populairste gedeelte van Mesa Verde.
De naam Mesa Verde betekent "groene tafel" in het Spaans.
Mesa Verde is bekend geworden door het grote aantal goed bewaard gebleven klifwoningen; huizen gebouwd in ondiepe grotten in de wanden van het ravijn. Van de 11e eeuw tot de 13e eeuw woonden hier de Anasazi-indianen, de waarschijnlijke voorgangers van de Pueblo. Het is nog onduidelijk waarom zij aan het eind van de 13e eeuw dit gebied plotseling hebben verlaten. Het kan zijn dat door droogte de oogsten mislukten of dat de inwoners werden bedreigd door andere stammen uit het noorden. Het Chapin Mesa Archeologische Museum geeft informatie over de maatschappij van de Anasazi. In het museum kunnen archeologische vondsten en kunstwerken worden bezichtigd. Enkele van de klifwoningen van Chapin Mesa en Wetherill Mesa zijn open voor het publiek.
Naast de klifwoningen staan er in Mesa Verda ook enkele ruïnes op de top van de klif. Ook daarvan zijn enkele open voor het publiek. In het park bevinden zich tevens wandelpaden, een camping en andere faciliteiten.

## Geschiedenis
De ruïnes van Mesa Verda werden voor het eerst bestudeerd door Gustaf Nordenskiöld in 1891. Het gebied werd aangewezen als nationaal park in 1906. In 1978 werd Mesa Verde op de Werelderfgoedlijst van UNESCO geplaatst.

## Externe links

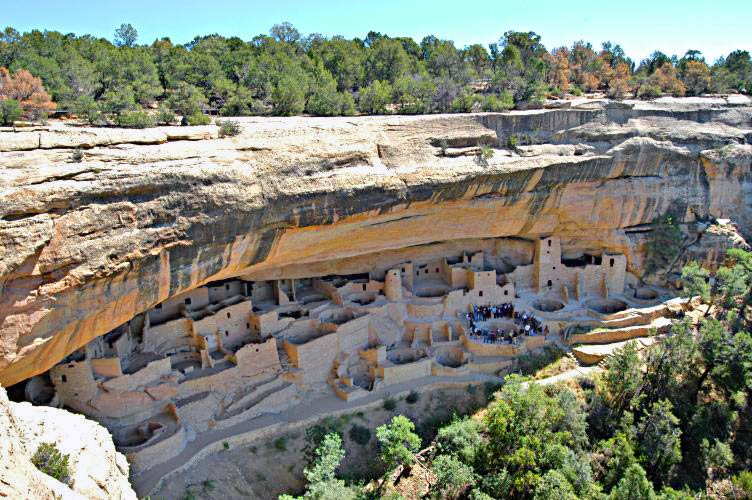
Klifpaleis